# Sahan Aybay
Sahan Aybay (* 24. Mai 1995 in Moers, Nordrhein-Westfalen) ist ein deutscher Profiboxer im Supermittelgewicht.

## Amateurkarriere
Mit dem Boxen begann Aybay im Club ABC Rheinkamp in Moers im Alter von elf Jahren. Spätere Stationen waren der TV Rumeln (Duisburg) sowie der Boxclub Ringfrei Oberhausen. Als Talent erhielt Aybay von 2013 bis 2016 die Gelegenheit, das Sportinternat Münster zu besuchen und beim Bundesstützpunkt Boxzentrum Münster zu trainieren.
Er bestritt als Amateur 92 Kämpfe, von denen er 78 gewann. Er war unter anderem sechsfacher Bezirksmeister, fünffacher Niederrheinmeister und fünffacher Westdeutscher Meister. 2012 wurde er Deutscher Jugendmeister im Leichtgewicht und nahm an der Jugend-Weltmeisterschaft 2012 in Jerewan teil. 2013 erreichte er den zweiten Platz bei der Deutschen Jugendmeisterschaft.
Bei der Deutschen Meisterschaft der Erwachsenen (Elite) 2014 gewann er nach einer Niederlage gegen Kastriot Sopa eine Bronzemedaille im Halbweltergewicht.

## Profikarriere
2016 gelang Sahan Aybay das Debüt als Profiboxer, er bestritt bis 2018 eine Reihe von Kämpfen, die er allesamt gewann und legte darauf eine kurze Pause ein. 2019 gab Aybay sein geplantes Comeback als Profi bekannt, er schloss einen 3-jährigen Vertrag bei Tymex Boxing in Polen ab und kämpfte von nun an im europäischen Verband EBU. Als erster Deutscher der Geschichte ist Sahan Aybay als Profiboxer in Polen, wo Boxen als Nationalsport gilt, unter Vertrag.
Im Februar 2020 wurde Sahan Aybay die Ehre zuteil, auf der WBO Damen-WM zu boxen, bei der Ewa Brodnicka den Rekord eines fünften Weltmeistertitel aufstellen konnte.
Am 24. September 2021 verlor er durch Technischen KO in der fünften Runde gegen Robert Parzeczewski, konnte aber danach seine Siegesserie fortsetzen.

### Liste der Profikämpfe
| Jahr                                        | Tag           | Ort                                         | Gegner              | Ergebnis für Aybay |
| ------------------------------------------- | ------------- | ------------------------------------------- | ------------------- | ------------------ |
| 2016                                        | 29. April     | Generation, Moers, Deutschland              | Laleandro Landriz   | Sieg / PTS         |
| 2016                                        | 16. Mai       | Kaya Plaza, Krefeld, Deutschland            | Burak Cakir         | Sieg / RTD         |
| 2016                                        | 19. August    | Moers, Deutschland                          | Marco Martini       | Sieg / UD          |
| 2017                                        | 5. Februar    | Kaya Plaza, Krefeld, Deutschland            | Azad Dogru          | Sieg / RTD         |
| 2017                                        | 1. April      | Master Gym, Duisburg, Deutschland           | Chris Herrmann      | Sieg / RTD         |
| 2017                                        | 26. November  | Baslar Eventlocation, Krefeld, Deutschland  | Marko Pavlovic      | Sieg / RTD         |
| 2018                                        | 23. März      | Generation, Moers, Deutschland              | Yesilat Berkta      | Sieg / RTD         |
| 2018                                        | 1. Juli       | Intersaal, Köln, Deutschland                | Slobodan Srdic      | Sieg / TKO         |
| 2018                                        | 24. November  | Sportzentrum Velbert, Velbert, Deutschland  | Gutram Ngoya        | Sieg / KO          |
| 2020                                        | 7. März       | Dzierżoniów, Dzierżoniów, Polen             | Yaroslav Manuilov   | Sieg / KO          |
| 2021                                        | 24. September | Oborniki, Oborniki, Polen                   | Robert Parzeczewski | NL / TKO           |
| 2022                                        | 09. April     | Bornheim, Deutschland                       | Dejan Dragosavac    | Sieg / TKO         |
| 2022                                        | 04. Dezember  | Visaal Event Location, Krefeld, Deutschland | Edis Dzambas        | Sieg / TKO         |
| 2023                                        | 26. März      | Elite Boxing Center, Landau, Deutschland    | Gianluca Perla      | Sieg / TKO         |
| 2023                                        | 23. April     | Elite Boxing Center, Landau, Deutschland    | Lulzim Muaremi      | Sieg / TKO         |
| Quelle: Sahan Aybay in der BoxRec-Datenbank |               |                                             |                     |                    |

### Erfolge als Profi
- Erfolgreiches Debüt als Profi (2016)
- Deutscher Meister bei den Profis (2017)[8]